# Sitta senogalliensis
Espèce
Sitta senogalliensis est une espèce fossile d'oiseaux datant du Messinien, au Miocène supérieur, il y a entre 5 et 7 millions d'années. Le paléontologue italien Alessandro Portis décrit le taxon en 1888, d'après un fossile découvert à Senigallia dans les Marches (Italie), et le place dans le genre Sitta après avoir comparé la morphologie du bréchet à divers autres passereaux actuels. Le placement systématique du fossile est cependant aujourd'hui discuté, et s'il pourrait bien s'agir d'un passereau, il n'appartient sans doute pas à la famille des Sittidae. Le fossile est conservé dans un musée d'Imola, et nécessiterait d'être ré-étudié.

## Morphologie
En 1888, Alessandro Portis fournit des détails sur la structure du bréchet, de la furcula, du coracoïde, des omoplates, des os du bras et de la tête. Selon Kálmán Lambrecht (1933), « les caractéristiques morphologiques de cette forme, décrites en détail par Portis, ne peuvent pas être contrôlées en raison de l'image plutôt faible de l'empreinte squelettique ».

## Taxinomie et systématique

### Histoire du spécimen
Le taxon Sitta senogalliensis est décrit par Alessandro Portis en 1888 d'après des restes fossiles trouvés à Senigallia en Italie, et mentionnés par Giuseppe Scarabelli en 1839. La moitié postérieure du fossile manque, et les vertèbres dorsales, bassin et pattes ne sont donc pas décrits. Le bréchet, la furcula, le coracoïde, la tête, les vertèbres cervicales, l'aile droite presque entière et quelques parties de la gauche sont en revanche préservés. Le fossile en question est aujourd'hui dans les collections de Scarabelli conservées à Imola (Musei civici di Imola).

### Distribution stratigraphique
L'holotype provient de couches géologiques du Messinien (Miocène supérieur), il y a entre 5 et 7 millions d'années.

### Placement systématique
Lors de la description du fossile, Alessandro Portis le rapproche du genre Sitta après avoir comparé le bréchet avec ceux de différents groupes de passereaux représentés dans l'œuvre d'Alphonse Milne-Edwards. Après avoir comparé le crâne du fossile, dont l'état est médiocre, avec divers crânes d'oiseaux connus, Portis conclut qu'il est intermédiaire à celui de la Sittelle torchepot (Sitta europaea) et de l'Accenteur alpin (Prunella collaris), à l'exception de la taille. Certains caractères crâniens rappellent selon Portis les « fringilles » (au sens large), et notamment ceux du genre Emberiza, et il conclut ainsi :

« Dans l'ensemble, si je ne peux pas affirmer avec certitude que j'ai une espèce du genre Sitta, je peux toutefois, à partir de la forme du sternum, du développement des ailes, des relations entre les différentes parties, de la forme de la tête (pour ce qui en est visible) être certain de traiter au moins d'un animal appartenant à un genre très proche. »

— Alessandro Portis, 1888
En 1960, Robert W. Storer considère Sitta senogalliensis comme le plus ancien vrai fossile de sittelle, traitant temporairement un fossile de l'Éocène supérieur et décrit sous le nom de « Sitta cuvieri » dans la famille des Paridae (les mésanges). Selon Gerald Mayr, ce dernier fossile est aujourd'hui rapproché des familles fossiles des Sylphornithidae ou des Zygodactylidae, sous le nom de Palaegithalus cuvieri,.
En 1976, Jacques Vielliard décrit la Sittelle kabyle (Sitta ledanti) du djebel Babor en Algérie et propose une histoire évolutive possible des différentes sittelles peuplant le bassin méditerranéen. Il propose que la Sittelle kabyle forme avec la Sittelle corse (S. whiteheadi) et la Sittelle de Krüper (S. krueperi) un groupe dit des « sittelles mésogéennes » qui aurait colonisé la Mésogée dès le début du Pliocène et dont il serait « tentant d'identifier » S. senogalliensis comme l'ancêtre commun. Les phylogénies moléculaires ont depuis invalidé ce groupe « mésogéen », et la Sittelle corse est notamment plus proche de la Sittelle de Chine (S. villosa), de l'Est de l'Asie, et de la Sittelle à poitrine rousse (S. canadensis), d'Amérique du Nord,.
L'appartenance de S. senogalliensis à la famille des Sittidae est également remise en question. En 1978, Pierce Brodkorb écrit que le matériel a besoin d'être ré-étudié. En 2002, cette espèce est considérée incertae sedis par Jiří Mlíkovský, et le fossile appartient probablement à un passereau, mais pas de la famille des Sittidae selon Jacques Cuisin.